# 吳承硯
吳承硯（1921年—1999年8月18日），江蘇江陰人，中國文化大學美術系教授，與妻子單淑子皆為畫家。

## 生平

### 中國大陸時期
吳承硯1921年生於江蘇江陰，年少時就讀北平藝專，以體育專長考入中央大學。他在中央大學西遷重慶時認識了單淑子，經常到藝術系旁聽。當時單淑子為小吳承硯一歲的中央大學藝術系學生，兩人常在沙坪壩一起寫生。吳承硯還為追求她而從體育系降為單淑子的同系學弟，經父親吳麟若與藝術系主任呂斯百同意從藝術系一年級重新念起，晚兩年才畢業。
單淑子大學畢業典禮的前一晚，1945年7月8日在重慶楊家花園，吳承硯與單淑子在徐悲鴻跟廖靜文共同見證下結婚。1947年，吳承硯在南京畢業於中央大學藝術系。不久，吳承硯隨舅父遷居臺灣。

### 臺灣時期
吳承硯在台南縣鹽水鎮鹽水國中教學長達十五年，曾鼓勵學生張錦文上進。在鹽水鎮期間，吳承硯長子一歲半時在水池溺死。
1963年，吳承硯到文化大學任教美術系講師。在文化大學創校之初，美育獎便以他為第一屆表揚對象。學生黃才郎回憶，吳承硯作風洋派，會蓄留長髮，讓他們學生留長髮有正當性。日後，吳承硯、單淑子同為文化大學美術系教授。
吳承硯以油畫與水彩畫見長，以「似真而非真」為繪畫理念，其水彩作品被黃才郎認為有徐悲鴻大寫意的氛圍。單淑子認為畫界妻子比丈夫名氣大多半會不愉快，加上家庭事務而放棄繪畫。直到1987年左右，長女紅斑性狼瘡去世後，吳承硯便鼓勵妻子繼續創作。夫妻兩人合住在文化大學鄰近五十多坪的公寓裡，以鄰窗的主臥室位置充當畫室，共同創作藝術為樂。夫妻畫風相似，但吳承硯較細膩，單淑子奔放。夫妻曾共同創作一幅油畫，為對觀者的單淑子拿著彩筆微笑、吳承硯則專心對著畫布作畫，取畫名為「畫侶」。1991年2月15日，農曆大年初一，夫妻畫作聯展在國立歷史博物館展出。
1992年2月，吳承硯自文化大學美術系退休。夫妻搬到關渡一間九十餘坪的公寓，將住所取名「硯子居」。兩人兒子吳大維則住在美國，娶畫家許美玲為妻。
1999年8月18日，吳承硯因大腸癌病逝於和信治癌中心醫院，骨灰以基督教儀式海葬在台灣海峽。

## 身後
2002年7月7日，臺北市立美術館舉辦座談會，邀請熟悉吳承硯作品的學者專家，講述其生平與經歷及作品。7月28日，單淑子捐贈十二幅吳承硯畫作給館方，其中有臺北府城南門、林安泰古厝等九幅古蹟景致的水彩畫，其餘為油畫，由市長馬英九代表接受。
2003年9月12日，華岡博物館爲吳承硯舉辦逝世四周年紀念畫展。之後，單淑子將吳承硯的水墨、書法、油畫和水彩作品共157幅，與他自己的油畫39幅，加上生活照及單淑子撰寫的〈難忘一世情〉長文，編寫成畫冊《吳承硯單淑子畫侶畫集》，於2005年7月9日在台北市南京西路22號8樓立大藝術中心舉行新書發表會。
2009年10月4日，單淑子在新竹市創價學會新竹藝文中心舉行夫妻聯展時，娓娓道來兩人的愛情故事。
2020年，國立中央大學105周年校慶，藝文中心展出從吳麟若到吳大維一家三代夫婦的繪畫作品。

## 畫集
- 吳承硯、單淑子. . 五洲出版社. 2005. ISBN 9789574129089.